# Gilbert Kipruto Kirwa

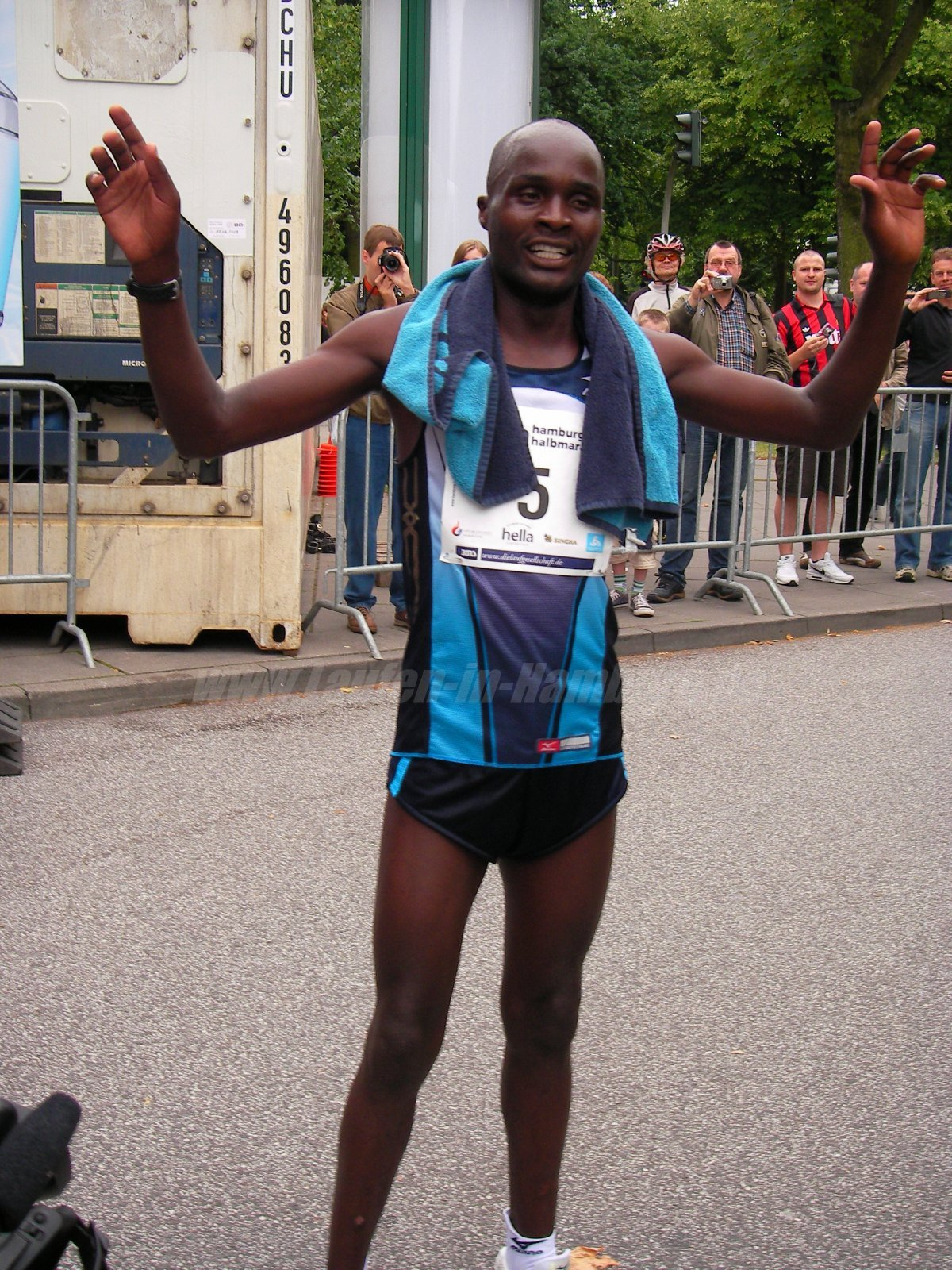
Gilbert Kipruto Kirwa nach seinem Sieg beim Hamburg-Halbmarathon 2009

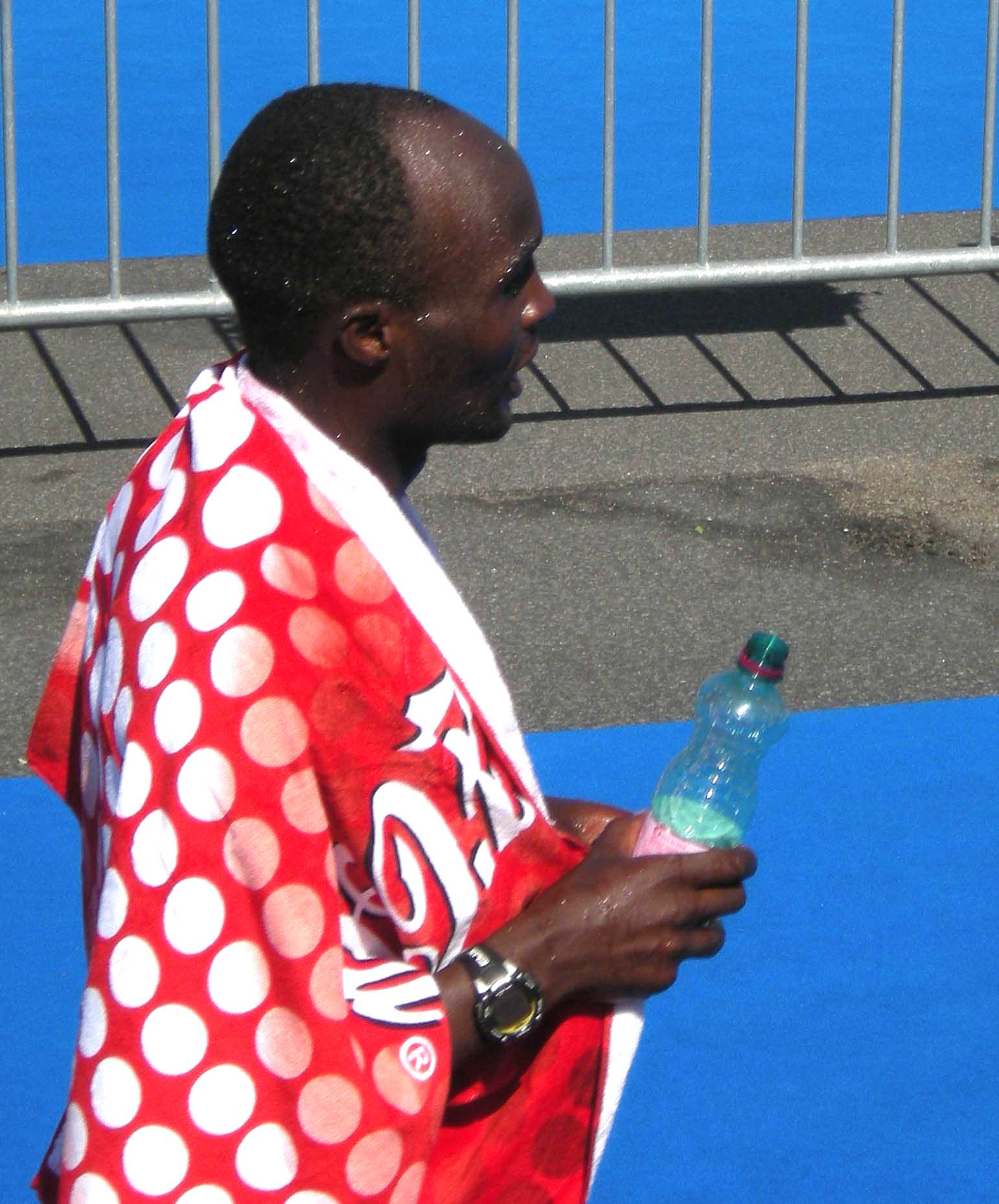
Kirwa beim Vienna City Marathon 2009

Gilbert Kipruto Kirwa (* 1985) ist ein kenianischer Marathonläufer.
Der zum Volk der Nandi gehörende Athlet stammt aus Embu, seine Familie zog jedoch in seiner Kindheit nach Eldoret. Er fing mit dem Laufen an, als er 20 Jahre alt war. Damals war er arbeitslos und wurde von seinem ugandischen Freund Nicholas Kiprono eingeladen, mit ihm zu trainieren. 2008 nahm ihn sein Trainingspartner Jason Mbote mit zum Seoul International Marathon, um dort als sein Tempomacher zu fungieren. Kirwa erledigte diese Aufgabe so gut, dass ihn der niederländische Manager Gerard van de Veen unter Vertrag nahm.  
In der darauffolgenden Saison gewann er bei seinem Debüt über die 42,195-km-Distanz den Vienna City Marathon in 2:08:21 h. Im Sommer stellte er beim Hamburg-Halbmarathon mit 1:01:52 h einen Streckenrekord auf. Auch beim Frankfurt-Marathon brach er den Streckenrekord und siegte mit der Weltklassezeit von 2:06:14.
Kirwa lebt und trainiert in Eldoret, wo er sich von seinen Preisgeldern ein Stück Land gekauft hat.